# Wereldkampioenschappen wielrennen 2024 – Wegwedstrijd mannen elite
De wegwedstrijd voor mannen elite op de wereldkampioenschappen wielrennen 2024 werd gehouden op 29 september. De renners startten in Winterthur en finishten 273,9 kilometer later in Zürich. De Sloveen Tadej Pogačar won na een solo van meer dan vijftig kilometer. Hij werd daarmee de derde renner die in één seizoen de Ronde van Italië, de Ronde van Frankrijk en de wereldtitel wist te winnen, na Eddy Merckx (in 1974) en Stephen Roche (in 1987). Ruim een halve minuut later kwam de Australiër Ben O'Connor als tweede over de streep, gevolgd door uittredend winnaar Mathieu van der Poel.
Van de 196 renners op de startlijst ging enkel de Canadees Guillaume Boivin niet van start. 81 renners haalden de eindstreep.

## Uitslag
| Plaats | Naam                 | Tijd     |
| ------ | -------------------- | -------- |
| Goud   | Tadej Pogačar        | 6u27'30" |
| Zilver | Ben O'Connor         | + 34"    |
| Brons  | Mathieu van der Poel | + 58"    |
| 4      | Toms Skujiņš         | z.t.     |
| 5      | Remco Evenepoel      | z.t.     |
| 6      | Marc Hirschi         | z.t.     |
| 7      | Ben Healy            | + 1'00"  |
| 8      | Enric Mas            | + 1'01"  |
| 9      | Quinn Simmons        | + 2'18"  |
| 10     | Romain Bardet        | z.t.     |
| 11     | Roger Adrià          | z.t.     |
| 12     | Bauke Mollema        | z.t.     |
| 13     | Mads Pedersen        | + 3'52"  |
| 14     | Markus Hoelgaard     | z.t.     |
| 15     | Georg Zimmermann     | z.t.     |
| 16     | Oscar Onley          | z.t.     |
| 17     | Brandon McNulty      | z.t.     |
| 18     | Jai Hindley          | z.t.     |
| 19     | Kevin Vermaerke      | z.t.     |
| 20     | Mathias Vacek        | z.t.     |

1927 · 
1928 · 
1929 · 
1930 · 
1931 · 
1932 · 
1933 · 
1934 · 
1935 · 
1936 · 
1937 · 
1938 · 
1946 · 
1947 · 
1948 · 
1949 · 
1950 · 
1951 · 
1952 · 
1953 · 
1954 · 
1955 · 
1956 · 
1957 · 
1958 · 
1959 · 
1960 · 
1961 · 
1962 · 
1963 · 
1964 · 
1965 · 
1966 · 
1967 · 
1968 · 
1969 · 
1970 · 
1971 · 
1972 · 
1973 · 
1974 · 
1975 · 
1976 · 
1977 · 
1978 · 
1979 · 
1980 · 
1981 · 
1982 · 
1983 · 
1984 · 
1985 · 
1986 · 
1987 · 
1988 · 
1989 · 
1990 · 
1991 · 
1992 · 
1993 · 
1994 · 
1995 · 
1996 · 
1997 · 
1998 · 
1999 · 
2000 · 
2001 · 
2002 · 
2003 · 
2004 · 
2005 · 
2006 · 
2007 · 
2008 · 
2009 ·
2010 · 
2011 · 
2012 · 
2013 · 
2014 · 
2015 · 
2016 · 
2017 · 
2018 · 
2019 · 
2020 · 
2021 · 
2022 · 
2023 · 
2024 · 
2025